# 5097 Axford
5097 Axford este un asteroid din centura principală de asteroizi.

## Descriere
5097 Axford este un asteroid din centura principală de asteroizi. A fost descoperit pe 12 octombrie 1983 la Stația Anderson Mesa de Edward L. G. Bowell. El prezintă o orbită caracterizată de o semiaxă mare de 2,60 ua, o excentricitate de 0,23 și o înclinație de 3,9° în raport cu ecliptica.